# Il Diavolo innamorato (balletto)

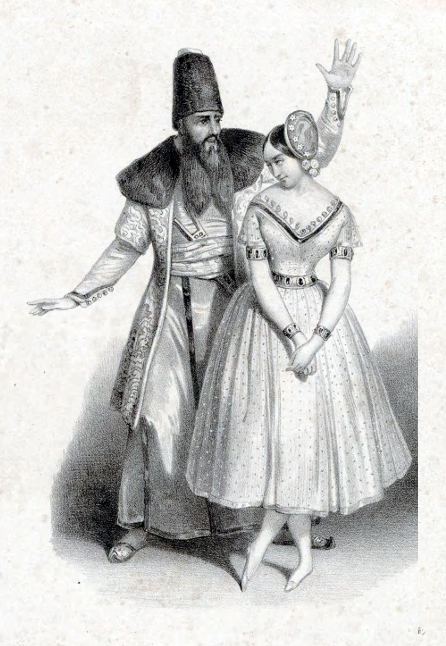
Pauline Leroux nel 3° atto de Il Diavolo innamorato

Il Diavolo innamorato è un balletto pantomimico di 3 atti e 8 scene. Fu realizzato da Joseph Mazilier su musiche di Napoléon Henri Reber e di François Benoist. Il libretto, scritto da Jules-Henri Vernoy de Saint-Georges, si basa sull'omonimo romanzo occultistico di Jacques Cazotte.
Il balletto andò in scena per la prima volta al Ballet du Théâtre de l'Académie Royale de Musique a Parigi il 23 settembre 1840; danzavano Pauline Leroux (nel ruolo di Uriel), Mazilier (nel ruolo di Federico) e Louise Fitz-James (nel ruolo di Lilia).

## Riprese
- Ripresa di Marius Petipa e di Jean Antoine Petipa per il Teatro Bol'šoj Kamennyj con il titolo Satanella, e le musiche orchestrate e riviste da Aleksandr Ljadov (nelle fonti erroneamente chiamato Konstantin Ljadov). La prima rappresentazione fu il 22 (10) febbraio 1848 e a danzare c'erano: Elena Andrejanova (Satanella) e lo stesso Marius Petipa (Conte Fabio)
- Ripresa di Marius Petipa per il Teatro Bol'šoj con aggiunte alle musiche di Cesare Pugni. La prima rappresentazione fu il 30 (18) ottobre 1866; interpreti erano Praskov'ja Lebedeva (Satanella) e Lev Ivanov.
- Ripresa di Marius Petipa per il Teatro Bol'šoj con aggiunte alle musiche di Cesare Pugni. La prima rappresentazione fu il 7 maggio (25 aprile) 1868 con Aleksandra Vergina (Satanella) e Lev Ivanov (Conte Fabio)
- Ripresa di Marius Petipa da Ivan Chljustin e Nikolaj Domašëv per il Teatro Bol'šoj. La prima rappresentazione fu il 18 (6) febbraio 1897 con l'interpretazione di Ljubov' Roslavleva.

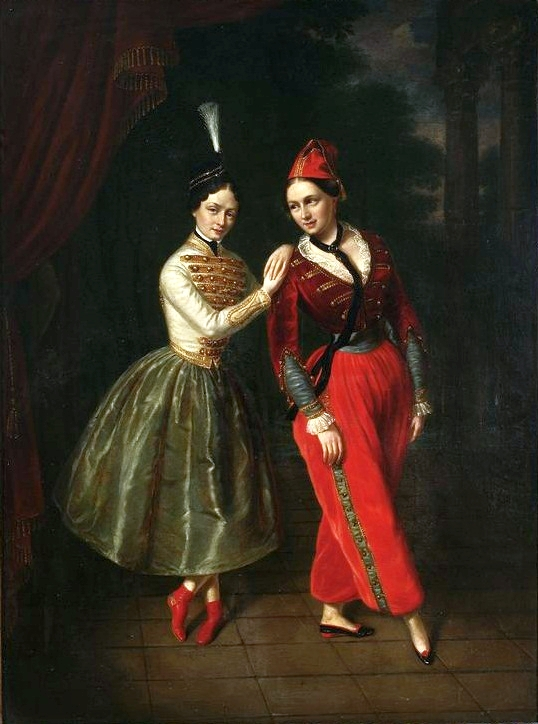
Kaniewski Strauss sisters - Leila and Asmodée - 1853

## Le Carnaval de Venise: pas de deux di Satanella
Nel 1859, Marius Petipa creò un nuovo pas de deux per la ballerina Amalia Ferraris. Il pas de deux, composto da Cesare Pugni sull'aria "Il Carnevale di Venezia" (utilizzato anche da Nicolò Paganini per il suo celebre brano di repertorio Carnevale di Venezia (Op.10) ), fu coreografato da Marius Petipa ed intitolato Le Carnaval de Venise .
Quando nel 1868 Petipa riprese il balletto per la ballerina Aleksandra Vergina, "Le Carnaval de Venise" fu introdotto nel 3° atto dove è stato mantenuto per molti anni.
"Le Carnaval de Venise" visse a lungo e oggi il pas de deux è un punto fermo del repertorio balletto classico.

## Video
- Le Carnaval de Venise ballato da Eugenia Obraztsova e Vladimir Shklyarov al Kirov/Mariinsky Ballet, pt. 1, su uk.youtube.com.
- Le Carnaval de Venise ballato da Eugenia Obraztsova e Vladimir Shklyarov al Kirov/Mariinsky Ballet, pt. 2, su uk.youtube.com.